# Comic LO
Comic LO  (コミックエルオー, Komikku Eru Ō) est un magazine de publication de manga érotique à caractère lolicon. Il est publié uniquement au Japon, par Akane Shinsha. LO signifie "Lolita Only".
Jusqu'en mai 2004, le magazine paraissait de façon non-régulière; il est publié, depuis, de façon mensuelle. Ayant débuté comme numéro spécial du magazine Comic Tenma en 2002, Comic LO est devenu une série indépendante avec le numéro de février 2006.